# Carl Bagger
Carl Christian Bagger (Copenaghen, 1807 – Odense, 1846) è stato uno scrittore danese.

## Biografia
Era figlio del giurista Peter Christian e della moglie Sophie Poulsen.
Dopo aver frequentato con profitto le scuole medie superiori, Bagger s'iscrisse all'Università per studiare filologia e letteratura. Terminati gli studi egli ottenne un impiego presso un quotidiano di Copenaghen come scrittore di romanzi d'appendice.
Nel 1836 passò, come capo-redattore, alla rivista Fyens Stiftsavis di Odense, posto che tenne fino alla morte. 
Con lo pseudonimo di Johannes Harring pubblicò il romanzo La vita di mio fratello (1855), nel quale narra le vicende di due fratellastri, l'uno dissoluto e gaudente, l'altro legato ai valori della borghesia.

## Opere
- Min broders levned. Dansklärerforengingen, Kopenhagen 1986, ISBN 87-87813-65-3
- Samlede Værker. Schubothe, Kopenhagen
  - 1. Fortaellinger i prosa, 1866
  - 2. Dramatisk digting. Mindre digte, 1867